# I Say a Little Prayer
Singles de Dionne Warwick
The Windows of the World
(1967) La voce del silenzio
(1968)
Pistes de The Windows of the World (en)
Walk Little Dolly
(A2)
I Say a Little Prayer, ou parfois en version longue I Say a Little Prayer for You, est une chanson écrite par Hal David, composée par Burt Bacharach et enregistrée pour la première fois par Dionne Warwick. Publiée en single en octobre 1967, elle est extraite de l'album The Windows of the World (en).

## Historique
C'est un succès essentiellement aux États-Unis et au Canada où elle atteint la 4e place dans les classements des ventes des deux pays.
À noter que le titre en face B, (Theme from) Valley of the Dolls (en), connaît également le succès (2e dans le Billboard Hot 100 notamment).

## Reprises
Aretha Franklin reprend la chanson en 1968. Cette version se classe 10e aux États-Unis. Elle a également les honneurs des hit-parades en Australie et dans plusieurs pays européens.
I Say a Little Prayer est retournée plusieurs fois dans les classements des ventes grâce à son apparition dans le film Le mariage de mon meilleur ami ou aux reprises d'artistes comme Anne Murray en duo avec Glen Campbell, Diana King, Karine Costa, Bomb the Bass ou The BossHoss.
Leigh-Anne Pinnock, Natalie Cole, Lianne La Havas, Mary Black, Al Green, Jevetta Steele, Whitney Houston… l'ont aussi interprétée.
Elle est également interprétée par Tori Kelly et Pharrell Williams dans le film d'animation Tous en scène 2.

## Classements hebdomadaires
| Classement (1967)              | Meilleure place |
| ------------------------------ | --------------- |
| Australie (Kent Music Report)  | 77              |
| Canada (RPM 100 Singles)       | 4               |
| États-Unis (Billboard Hot 100) | 4               |

| Classement (1968)                       | Meilleure place |
| --------------------------------------- | --------------- |
| Afrique du Sud (Springbok Radio)        | 11              |
| Allemagne (Media Control AG)            | 29              |
| Australie (Kent Music Report)           | 8               |
| Belgique (Wallonie Ultratop 50 Singles) | 7               |
| États-Unis (Billboard Hot 100)          | 10              |
| France (IFOP)                           | 12              |
| Irlande (IRMA)                          | 12              |
| Pays-Bas (Nederlandse Top 40)           | 3               |
| Pays-Bas (Single Top 100)               | 4               |
| Royaume-Uni (UK Singles Chart)          | 4               |

| Classement (1971)            | Meilleure place |
| ---------------------------- | --------------- |
| Canada (RPM 100 Singles)     | 19              |
| Canada (RPM Country Singles) | 1               |

| Classement (1988)                      | Meilleure place |
| -------------------------------------- | --------------- |
| Belgique (Flandre Ultratop 50 Singles) | 18              |
| Irlande (IRMA)                         | 11              |
| Nouvelle-Zélande (RMNZ)                | 21              |
| Pays-Bas (Nederlandse Top 40)          | 9               |
| Pays-Bas (Single Top 100)              | 9               |
| Royaume-Uni (UK Singles Chart)         | 10              |

| Classement (1993)                      | Meilleure place |
| -------------------------------------- | --------------- |
| Belgique (Flandre Ultratop 50 Singles) | 23              |

| Classement (1997)              | Meilleure place |
| ------------------------------ | --------------- |
| Allemagne (GfK Entertainment)  | 73              |
| Australie (ARIA)               | 6               |
| États-Unis (Billboard Hot 100) | 38              |
| France (SNEP)                  | 34              |
| Irlande (IRMA)                 | 27              |
| Norvège (VG-lista)             | 12              |
| Nouvelle-Zélande (RMNZ)        | 21              |
| Royaume-Uni (UK Singles Chart) | 17              |

| Classement (2002)            | Meilleure place |
| ---------------------------- | --------------- |
| France (SNEP)                | 16              |
| Suisse (Schweizer Hitparade) | 82              |

| Classement (2006)             | Meilleure place |
| ----------------------------- | --------------- |
| Allemagne (GfK Entertainment) | 66              |

## Certifications

### Dionne Warwick
| Pays              | Certification | Date       | Unités certifiées |
| ----------------- | ------------- | ---------- | ----------------- |
| États-Unis (RIAA) | Or            | 15/02/1968 | 1 000 000         |

### Aretha Franklin
| Pays                    | Certification | Date       | Unités certifiées |
| ----------------------- | ------------- | ---------- | ----------------- |
| Allemagne (BVMI)        | Or            | 2023       | 250 000           |
| Danemark (IFPI Danmark) | Platine       | 17/12/2024 | 90 000            |
| Espagne (Promusicae)    | 2 × Platine   | 01/2024    | 120 000           |
| États-Unis (RIAA)       | Or            | 11/10/1968 | 1 000 000         |
| Italie (FIMI)           | Platine       | 2021       | 70 000            |
| Royaume-Uni (BPI)       | 2 × Platine   | 21/02/2025 | 1 200 000         |